# Вулиця Михайла Білинського (Київ)
Ву́лиця Михайла Білинського — вулиця в Деснянському районі міста Києва, селище Биківня. Пролягає від вулиці Євгена Плужника до провулку Радистів.

## Історія
Вулиця виникла в 2010-ті роки під проектною назвою Проектна 13066. Назва на честь українського військового діяча, контр-адмірала, одного із організаторів морського міністерства Михайла Білинського - з 2017 року.